# Campaneria latipes
Campaneria latipes is een eenoogkreeftjessoort uit de familie van de Arietellidae. De wetenschappelijke naam van de soort is voor het eerst geldig gepubliceerd in 1994 door Ohtsuka, Boxshall & Roe.